# Ciò che sapeva Maisie
Ciò che sapeva Maisie (What Maisie knew) è un romanzo di Henry James, pubblicato inizialmente a puntate su due riviste: Cap Book (gennaio-agosto 1897) e The New Review (febbraio-settembre 1897). L'uscita in volume avvenne nello stesso anno a Londra, presso William Heinemann, e a Chicago-New York, presso Herbert S. Stone & Co.
Il romanzo è stato tradotto in 14 lingue, tra cui il cinese e il giapponese. In Italia è stato pubblicato per la prima volta nel 1967, nell'edizione Sansoni e per la traduzione di Sergio Baldi e Aldo Celli.

## Trama
Quando Beale e Ida Farange divorziano il tribunale stabilisce che la loro unica figlia, la giovanissima Maisie, potrà trascorrere sei mesi all'anno con ciascuno di loro equamente. La coppia risulta essere superficiale, priva del tutto di senso etico, cominciando ad utilizzare la bambina per intensificare il rancore e l'odio provato l'uno per l'altra.
Beale sposa in seguito la signorina Overmore, la bella istitutrice di Maisie, mentre Ida si unisce al simpatico - ma dal carattere quantomeno debole - Sir Claude; a Maisie viene assegnata intanto una nuova istitutrice, la sciatta, un po' ridicola, ma molto devota Mrs. Wix.
Sia Ida che Beale presto si mettono a mentire a proposito del rapporto con i loro coniugi; a loro volta Claude e la nuova signora Farange intraprendono una relazione. I genitori di Maisie in pratica abbandonano la bambina e questa passa in gran parte sotto la custodia e responsabilità di Sir Claude; infine ella deve scegliere se vuol restare con Claude e l'amante.
La parte finale della vicenda è ambientata in Francia: qui Maisie, cresciuta e oramai entrata nella fase piena dell'adolescenza, fatica a decidere se continuare a vivere con Claude o andare a stare con la signora Wix. La ragazza giunge alla conclusione che con molta probabilità anche Claude e l'amante chiuderanno presto il loro rapporto esattamente come hanno fatto i suoi genitori a suo tempo.
Alla fine Maisie decide di andarsene a vivere assieme a Mrs. Wix, che diviene sua tutrice legale; la più affidabile tra le persone adulte con cui si è trovata ad aver a che fare.

## Temi trattati
La conoscenza e l'istruzione costituiscono un tema importante nel percorso di educazione e maturazione personale di Maisie. L'osservazione fatta nei riguardi del comportamento irresponsabile tenuto da quasi tutti gli adulti che ha vicino, la convincono alla fine a far affidamento sulla persona a lei più vicina e devota nonché l'adulto meno superficiale di tutti, ossia Mrs. Wix.
Vi è una condanna decisa dei genitori che abbandonano i propri doveri nei confronti dei figli, oltre che una critica dell'infatuazione per certi versi morbosa della società verso l'infanzia: Maisie diventa suo malgrado un personaggio malleabile su cui vengono riversati i desideri e i progetti irrisolti degli adulti. Anche Mrs. Wix, che potrebbe apparire come la più sinceramente amorevole, proietta su Masie la vita del proprio bambino morto.

## Edizioni italiane
- Agostino Lombardo (a cura di), Ciò che sapeva Maisie, collana Romanzi, traduzione di Sergio Baldi e Aldo Celli, 3 (L'età ingrata), Firenze, Sansoni, 1967.
- Che cosa sapeva Maisie, traduzione di S. Baldi e A. Celli, Prefazione di Sergio Perosa, Collana Nuovo Portico, Milano, Bompiani, 1981. - Collana I Grandi Classici della Letteratura straniera, Milano, Fabbri, 2000.
- Quel che sapeva Maisie, traduzione di Ugo Tessitore, introduzione di Giovanna Mochi, Venezia, Marsilio, 2001, ISBN 88-31-77978-8.

## Opere derivate
- 2001: Quel che sapeva Maisie, adattamento teatrale di Luca Ronconi, trad. di Ugo Tessitore, musiche a cura di Paolo Terni;[3]
- 2012: Quel che sapeva Maisie, pellicola cinematografica diretta da Scott McGehee e David Siegel, con la partecipazione di Julianne Moore.